# Mattias Andersson (författare och journalist)
Erik Mattias Andersson, född 30 september 1965, är en svensk journalist och författare. 
Andersson har verkat som ekonomisk och politisk reporter samt varit korrespondent för bland annat SVT:s Aktuellt och Rapport. Han är även verksam inom marknadsföringsbranschen som vice VD för bolaget Friends Agenda AB, med specialinriktning på bland annat kommunikation inom TIME-sektorn (Telecom, Information, Media, Entertainment) och mediaträning.